# 李明俐
李明俐（1984年5月14日—），台灣古蹟經理人及政治人物，2019年2月起擔任民進黨發言人。
過去活躍於文化界，專注於文化遺產經營管理與國際文化交流，曾擔任新竹市定古蹟周益記執行長、文化部全球佈局專案辦公室主任等職位，2019年2月受時任民主進步黨秘書長羅文嘉的邀請，擔任民進黨發言人。

## 外部連結
- 大稻埕媽媽驚